# SAZAS letna lestvica slovenskih skladb 2007
SAZAS letna lestvica najbolj predvajanih slovenskih skladb 2007, ki vključuje le domače izvajalce za dve TOP 500 lestvici: reparticijski razred 100 (nacionalni radio) in razred 110 (komercialne postaje).

## Kategorija
Celotna lestvica obeh kategorij obsega Top 500 slovenskih skladb leta 2007.
| Mesto | Naslov                    | Izvajalec                    |
| ----- | ------------------------- | ---------------------------- |
| 1     | "Z Goriškega v Piran"     | Vlado Kreslin                |
| 2     | "Kamorkoli greš"          | Tinkara Kovač                |
| 3     | "Ujeti svet"              | Tinkara Kovač                |
| 4     | "Sam da ti maš mene rada" | Jan Plestenjak               |
| 5     | "Male roke/Voda"          | Siddharta ft. Dan D          |
| 6     | "Soba 102"                | Jan Plestenjak ft. Lara Love |
| 7     | "Senca sebe"              | Šank Rock                    |
| 8     | "Lep dan za smrt"         | Niet                         |
| 9     | "Zaradi upanja"           | Neisha                       |
| 10    | "Dan neskončnih sanj"     | Lara Baruca                  |
| 11    | "Čudeži smehljaja"        | Eva Černe                    |
| 12    | "Kadar sva sama"          | Olivija                      |
| 13    | "Druga violina"           | Žana                         |
| 14    | "Maš še kje čas"          | Neisha                       |
| 15    | "Najlepša pot"            |                              |
| 16    | "Voda"                    | Dan D                        |
| 17    | "Če ne moreš do neba"     | Mef ft. NOB                  |
| 18    | "Ti bi kr' takoj"         |                              |
| 19    | "Pridi sem"               | Gal in Galeristi             |
| 20    | "Ko je ni"                | Flirt                        |

| Mesto | Naslov                    | Izvajalec                    |
| ----- | ------------------------- | ---------------------------- |
| 1     | "Male roke/Voda"          | Siddharta ft. Dan D          |
| 2     | "Z Goričkega v Piran"     | Vlado Kreslin                |
| 3     | "Soba 102"                | Jan Plestenjak ft. Lara Love |
| 4     | "Sam da ti maš mene rada" | Jan Plestenjak               |
| 5     | "Druga violina"           | Žana                         |
| 6     | "Moja"                    | Toše Proeski                 |
| 7     | "Ne grem na kolena"       | Saša Lendero                 |
| 8     | "Zaradi upanja"           | Neisha                       |
| 9     | "Zelo naglas"             | Nina Osenar                  |
| 10    | "Cvet z juga"             | Alenka Gotar                 |
| 11    | "Maš še kje čas"          | Neisha                       |
| 12    | "Zvezala bi si krila"     | Manca Špik                   |
| 13    | "Bossa noga"              | Kingston                     |
| 14    | "Čudeži smehljaja"        | Eva Černe                    |
| 15    | "Skrivaj sanjava"         | Omar Naber                   |
| 16    | "Čas"                     | Dan D                        |
| 17    | "Kdaj, če ne zdaj"        | Eva Černe                    |
| 18    | "Pejdap"                  | Da Phenomena                 |
| 19    | "Vse, kar rečeš mi"       | Nina Pušlar                  |
| 20    | "Baila Baila Baila"       | Manca Špik                   |